# Wilhelm Lauche (Gärtner, 1859)

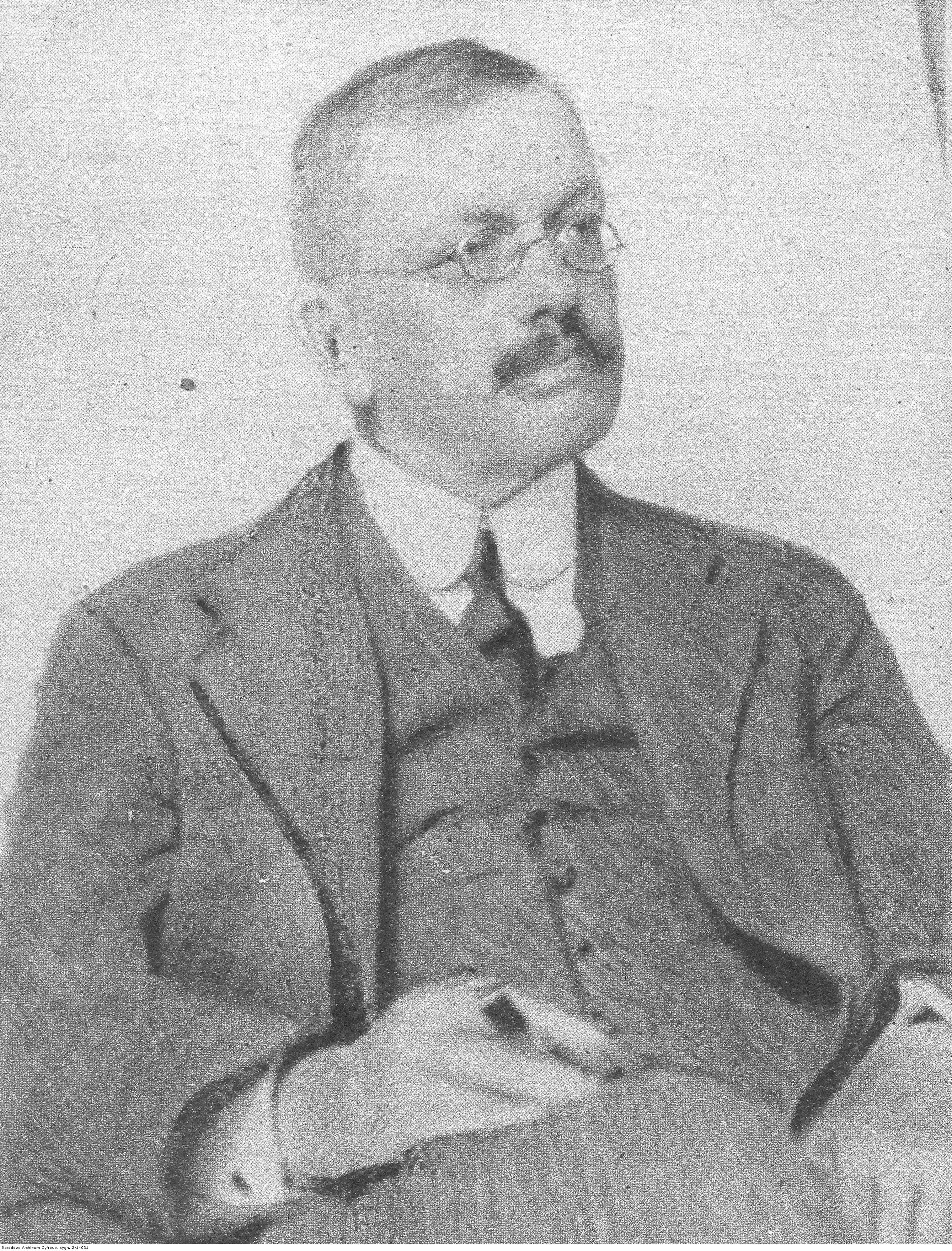
Wilhelm Lauche

Wilhelm Lauche (* 12. Juni 1859 in Abtnaundorf; † 15. Januar 1950 in Leipzig) war ein Gartenbaufachmann und Hofgartendirektor.
Lauche absolvierte die Gärtnerische Lehranstalt im Wildpark Potsdam und studierte 1879/80 Botanik an der Universität Leipzig. Ab 1880 machte er ein zweijähriges Praktikum bei Louis van Houtte in Gent und im  Berggarten Herrenhausen, 1882/83 war er Obergärtner und Lehrer für Obstbau am Königlichen Pomologischen Institut in Proskau (Schlesien).
1883 wurde er Hofgärtner beim Fürsten von Liechtenstein in Eisgrub (heute Lednice) in Mähren. Vom Regierenden Fürsten Johann II. von und zu Liechtenstein erhielt Lauche 1889 den bis dato noch nicht vergebenen Titel eines Hofgartendirektors. Er war Direktor der Hofgärten Eisgrub-Felsberg.
Er war Mitbegründer der Höheren Obst- und Gartenbauschule in Eisgrub (heute: Lednice). Diese gilt als Vorbild für die Höhere Bundeslehr- und Forschungsanstalt für Gartenbau in Wien-Schönbrunn (heute: HGBL). Lauche war einer der Mitgründer des 1912 eröffneten Forschungsinstituts Mendeleum, benannt nach Gregor Mendel, der 40 Jahre zuvor die nach ihm benannten Mendelschen Regeln entdeckt hatte. Auch nach dem Wandel zur Tschechoslowakischen Republik blieb Lauche Direktor und verließ erst 1938 Eisgrub, bald nach dem Einmarsch der deutschen Wehrmacht.
Er war Ritter der französischen Ehrenlegion, des Russischen Annenordens und des bulgarischen Alexanderordens. Wilhelm Lauche starb 1950 in Leipzig.
Wilhelm Lauche ist der Neffe des deutschen Gärtners, Dendrologen und Pomologen Wilhelm Lauche, der Maler Walter Lauche war sein Enkel.